# اما تاکر
اما جین تاکر (زاده ۲۴ اکتبر ۱۹۶۶) یک روزنامه‌نگار انگلیسی و سردبیر وال استریت ژورنال است، وی اولین زنی است که رهبری این نشریه بر عهده دارد. او قبلاً سردبیر ساندی تایمز و معاون سردبیر تایمز بود.

## اوایل زندگی
تاکر در ۲۴ اکتبر ۱۹۶۶ در لندن، انگلستان به‌دنیا آمد، پدر و مادرش نیکلاس تاکر و ژاکلین آنتونی بودند. او در مدرسه والاند سپس در مدرسه ابتدایی در لویس، ساسکس شرقی تحصیل کرد. اما برای کالج جهانی آتلانتیک در ولز درخواست داد و برای مصاحبه دعوت شد، با دریافت پیشنهاد فرصتی برای تحصیل در کالج جهانی متحد، ایالات متحده آمریکا (UWC-USA)، در شهرستان سن میگل، نیومکزیکو پیدا کرد. او از ایالات متحده یک بورس تحصیلی دریافت کرد و از ۱۶ سالگی در سال ۱۹۸۳ تا ۱۹۸۵ به کالج رفت. او بعداً گفت: "از ابتدا بسیار دلتنگ بودم، اما دو سال باورنکردنی را در آنجا گذراندم. این یک تغییر سریع در زندگی بود. او سپس فلسفه، سیاست و اقتصاد را در دانشگاه کالج آکسفورد خواند.

## فعالیت حرفه‌ای
در سال ۱۹۹۰، تاکر یک کارآموز فارغ‌التحصیل در فایننشال تایمز (FT) شد. سپس در گالری مطبوعاتی مجلس عوام مشغول به کار شد و ستون‌نویس بازار پول شد. او در زمان چهارشنبه سیاه در اتاق اقتصاد روزنامه کار می‌کرد. اما بعداً گفت: «آنها [فایننشال تایمز] کمی گیج شده بودند… زیرا آنها زن جوان زیادی نداشتند».
تاکر در اولین شغل خود از سال ۱۹۹۴ تا ۲۰۰۰ به عنوان خبرنگار خارجی به بروکسل فرستاده شد. وی اتحادیه اروپا را پوشش می‌داد. در ژانویه ۲۰۰۰ به برلین نقل مکان کرد و به مدت سه سال خبرنگار خارجی در آلمان بود. او برای ویراستاری اموال فایننشال تایمز درخواست داد سپس به بخش ویژگی‌ها نقل مکان کرد. و بعد از آن سردبیر آخر هفته فایننشال تایمز شد.
تاکر در سال ۲۰۰۷ به عنوان ویرایشگر به تایمز پیوست و در بخش خصوصیات وابسته مشغول به کار شد و یک سال بعد سردبیر تایمز۲ شد. در سال ۲۰۱۲ تاکر سمت مدیر تحریریه تایمز را کسب کرد. در اکتبر ۲۰۱۳، او به عنوان معاون سردبیر، تحت سردبیری جان وایترو، منصوب شد و جانشین کیت بلکمور شد که در اوت همان‌سال از سمت خود کناره‌گیری کرد.
در پایان ژانویه ۲۰۲۰، تاکر اولین ویراستار زن ساندی تایمز شد، او پس از ریچل بیر در سال ۱۹۰۱ اولین زنی است که ویراستار این روزنامه می‌شود. در دوران تصدی تاکر به عنوان سردبیر، این روزنامه در مورد مناقشات مربوط به قراردادهای کووید ۱۹ گزارش داد.
در دسامبر ۲۰۲۲، تاکر به عنوان سردبیر جدید وال استریت ژورنال، «اولین زنی است که رهبری یک نشریه تجاری ۱۳۳ ساله» را بر عهده گرفت، وی در اول فوریه ۲۰۲۳ جایگزین مت موری شد.

## زندگی شخصی
تاکر سه پسر دارد که یکی از آنها در فوریه ۲۰۰۱ به دنیا آمد. آنها در لویس، ساسکس شرقی زندگی می‌کردند. تاکر از همسر اولش طلاق گرفت و به لندن نقل مکان کرد. در سال ۲۰۰۸، او سپس با همسر دوم خود، پیتر آندریاس‌ها وارث، که قبلاً سه پسر داشت، ازدواج کرد.